# Isole Shortland
Le Isole Shortland fanno parte delle isole Salomone, precisamente delle Salomone Occidentali. Hanno una superficie di 414 km quadrati.
Il gruppo di isole si trova all'estremità nord-ovest del territorio del paese, vicino all'estremità sudest dell'isola Bougainville Papua Nuova Guinea.
L'Isola Shortland (denominata in origine Alu) è l'isola maggiore dell'arcipelago delle Isole Shortland.
Con isole minori quali Gharomai (a sudovest), Balalae (a nordest) e Magusaiai, Faisi, Pirumeri e Poporang (tutte a sudest), forma la zona interna delle Shortland della provincia occidentale.
Le altre isole comprendono le Shortland Esterne e consistono in due gruppi; il gruppo delle Isole del Tesoro, a sudovest delle Shortlands, consiste principalmente dell'Isola Mono e della più piccola Isola Stirling; l'altro gruppo, che si trova a nordest dell'Isola Shortland, consiste nell'isola Fauro e nelle isole minori raggruppate intorno a essa, comprese le isole Masamasa e Piru ad est, l'isola Rohae a sud, l'isola Mania, a sudovest, l'isola Asie a ovest, l'isola Ovau a nordovest e l'isola Oema a nord.

## Coinvolgimento iniziale europeo
Il gruppo di isole e quella maggiore di loro, ricevettero il loro nome dall'ufficiale della Royal Navy John Shortland nel 1788.
Shortland era stato il comandante navale del viaggio tra il 1777 e il 1779 compiuto dalla Prima Flotta per fondare una colonia penale nella Botany Bay, in Australia.
La Germania più avanti pretese le isole, che possedette come Protettorato delle Isole Salomone del Nord fino al 1900.

## II guerra mondiale
Il 30 marzo 1942, una nave da guerra giapponese entrò nel porto di Shortland e sbarcò due plotoni di forze speciali della Marina, che non incontrarono resistenza. Un plotone rimase in zona per iniziare l'insediamento di una base per idrovolanti nel porto di Shortland. La base fu realizzata, con ormeggi per idrovolanti e fortificazioni nel Canale di Tuha e l'aggiunta di terreno nella parte sudorientale dell'isola di Shortland, su Faisi e sulla parte settentrionale di Poporang.
La notte fra il 29 e il 30 giugno 1943, la USS Montpelier CL-57/4 e tre altri incrociatori bombardarono l'isola di Poporang in preparazione all'invasione della Nuova Georgia. Gli Alleati presero in considerazione l'invasione della base per idrovolanti nell'agosto 1943, ma scelsero invece di oltrepassare le Shortland per Bougainville e le Isole del Tesoro, lasciando le Shortland sotto il controllo giapponese fino alla fine della guerra. Il 1º novembre 1943, la Montpelier bombardò le difese giapponesi su Poporang e Balalae.
L'8 gennaio 1944, una forza alleata di due incrociatori leggeri e cinque cacciatorpediniere bombardarono le installazioni su Faisi, Poporang e l'Isola Shortland. Nel marzo 1944, velivoli del 70º Squadrone Caccia dell'USAF utilizzarono fotografie di riconoscimento scattate dal 17th Reconnaissance Squadron per colpire la base per idrovolanti, sostenendo di aver distrutto otto idrovolanti e un cacciatorpediniere della Marina imperiale giapponese. Il 20 maggio 1944, il Montpelier subì lievi danni da fuoco di risposta, mentre otto cacciatorpediniere bombardavano installazioni sulle rive delle isole di Shortland, Poporang e Magusaiai, Il 1º ottobre 1944, la Special Air Task Force (SATFOR) della Marina USA lanciò quattro droni TDR sulle posizioni di cannoni antiaerei di Poporang e di Balalae.

## Galleria d'immagini

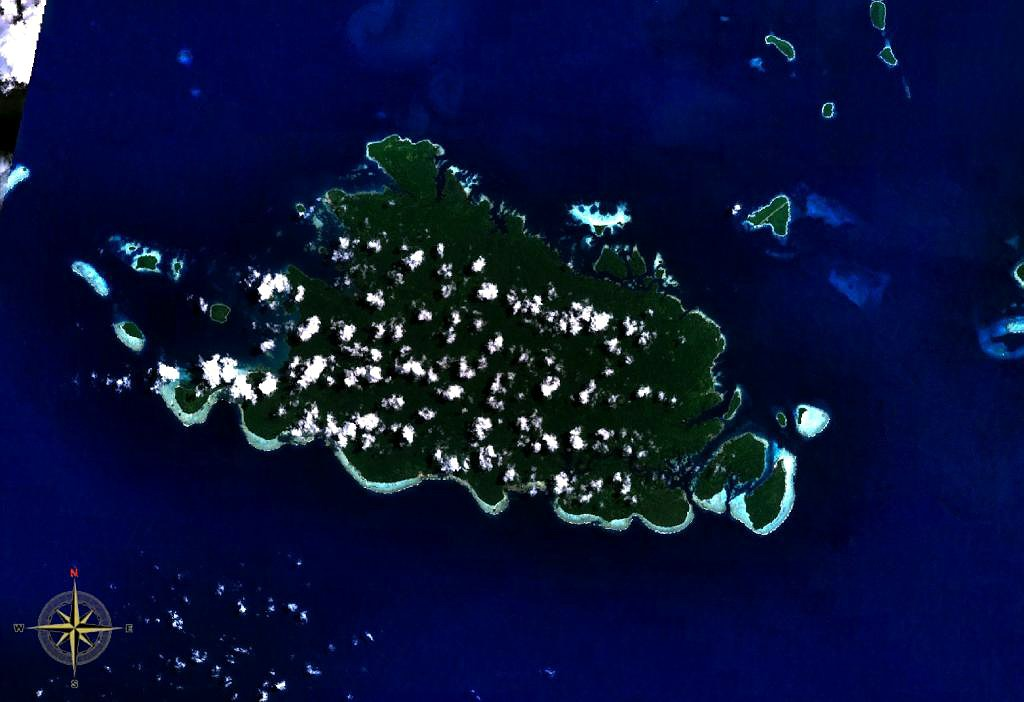
Immagine satellitare delle isole Shortland, ripresa della NASA
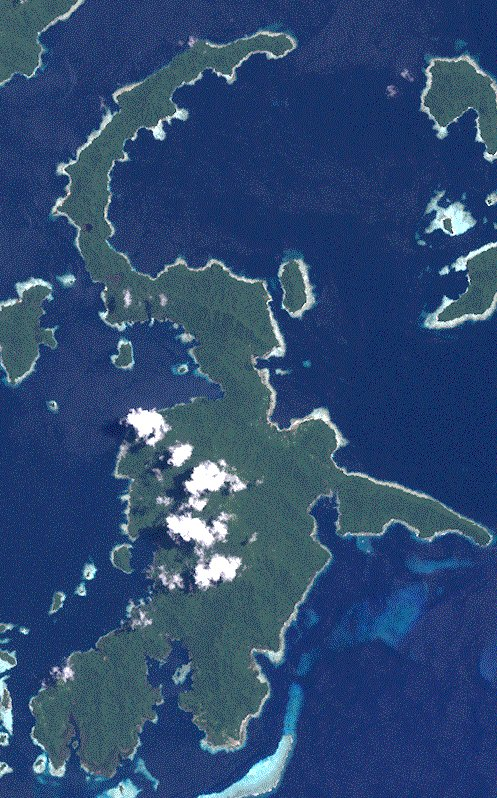
Isola Fauro
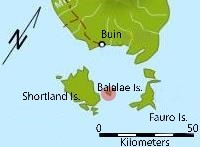
Mappa che mostra l'arcipelago delle Shortland